# Операция «Хорев»
Операция Хорев (ивр. מבצע חורב‎) была широкомасштабным наступлением израильтян против египетской армии в Западном Негеве в конце арабо-израильской войны в 1948 и 1949 годах. Её целью было окружить египетскую армию в секторе Газа. Операция началась 22 декабря 1948 года и закончилась 7 января 1949 года, после того как британцы пригрозили вмешаться.
Хорев — это имя, данное в Писании для горы Синай, где израильтяне расположились в течение года (Исход 3: 1 и Псалтирь 106: 19): на современном языке он называется Джебель-Муса («Гора Моисея» на арабском языке).

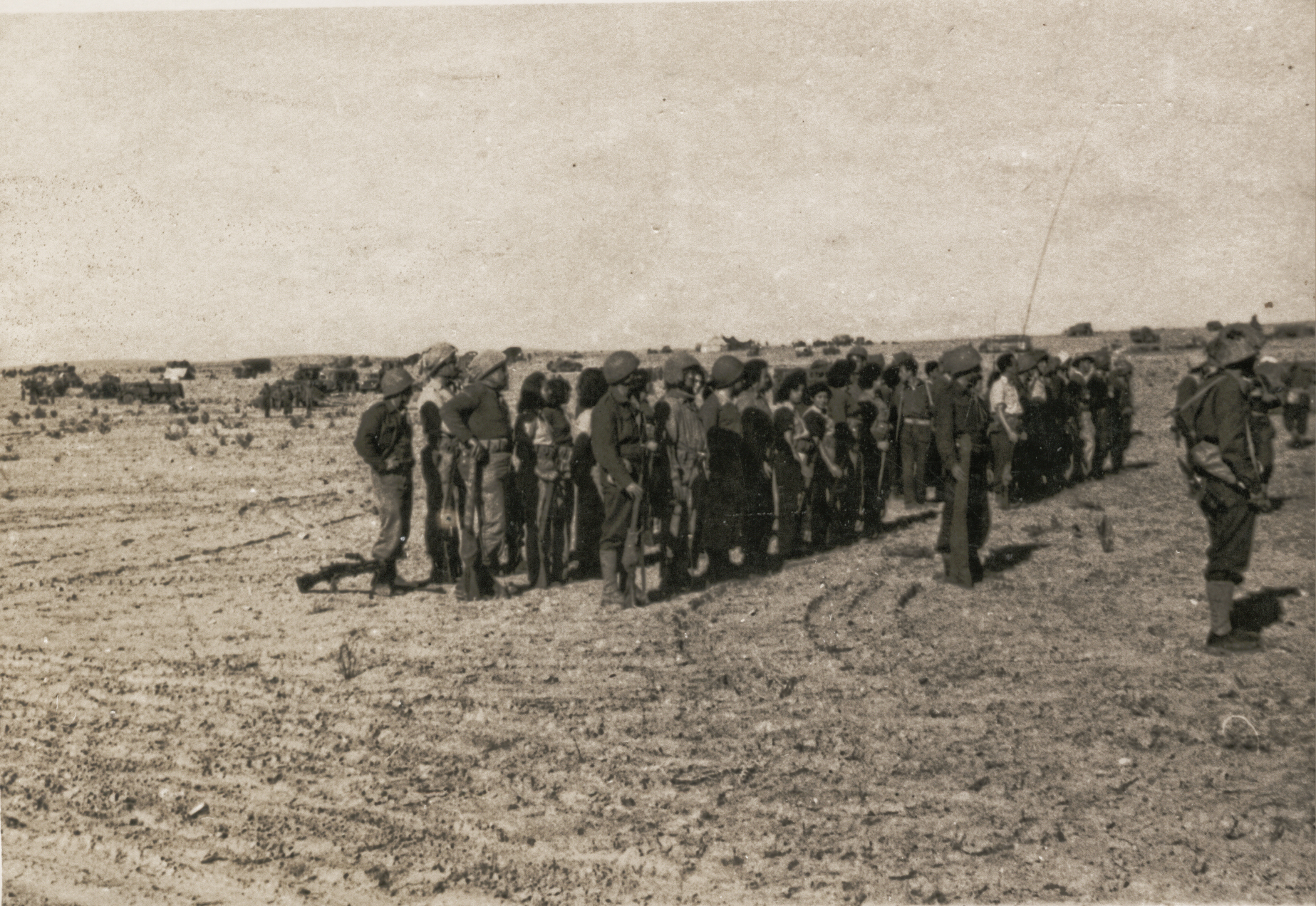
Израильские солдаты во время операции «Хорев», 7 декабря 1948 г.

## Цели

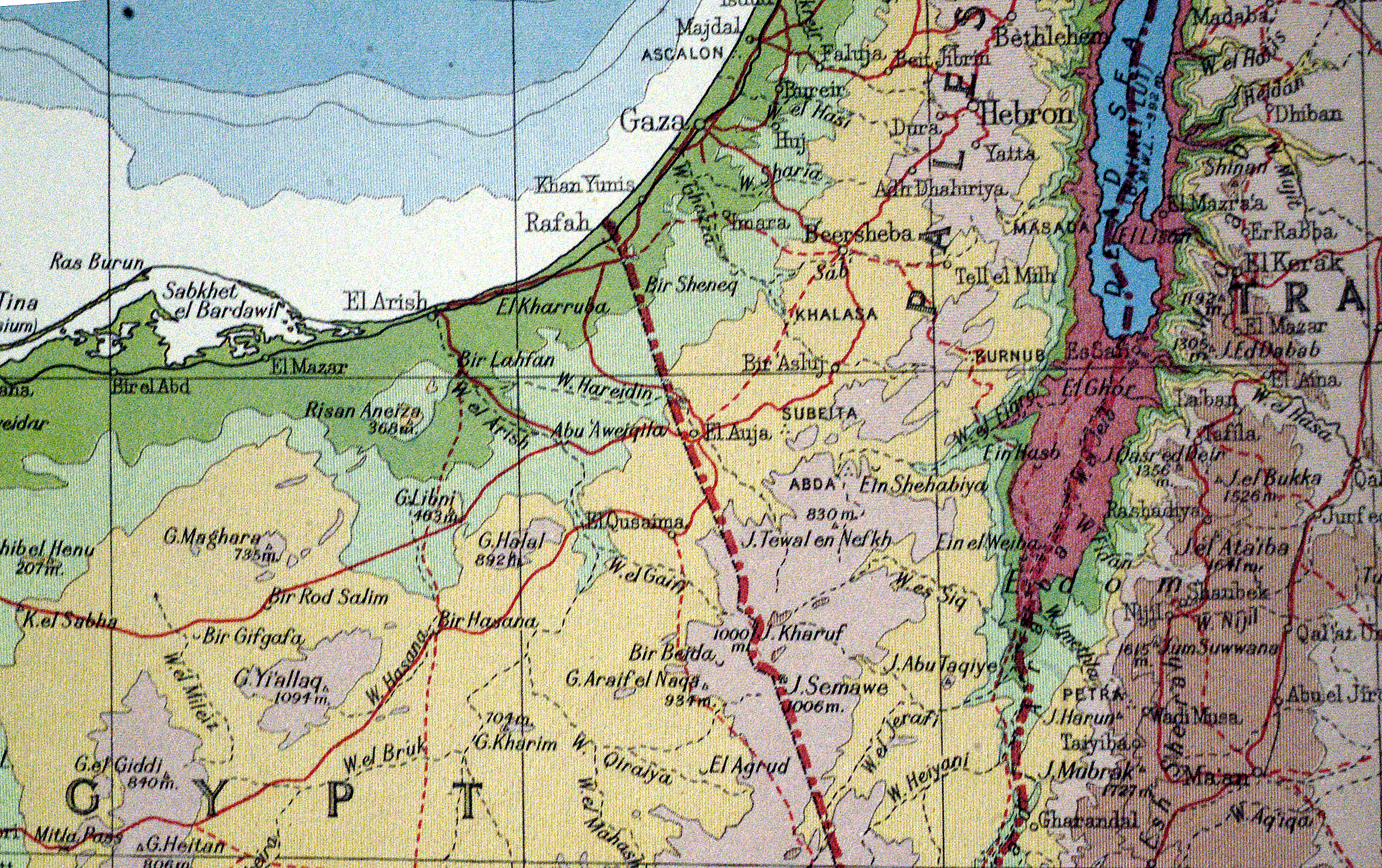
Карта района боевых действий

Первой целью наступления были египетские армейские подразделения, защищающие Эль-Ауджа на палестино-египетской границе. Оттуда планировалось наступать на армейские базы Египта в Эль-Арише, чтобы окружить основные силы египетской армии в секторе Газа.

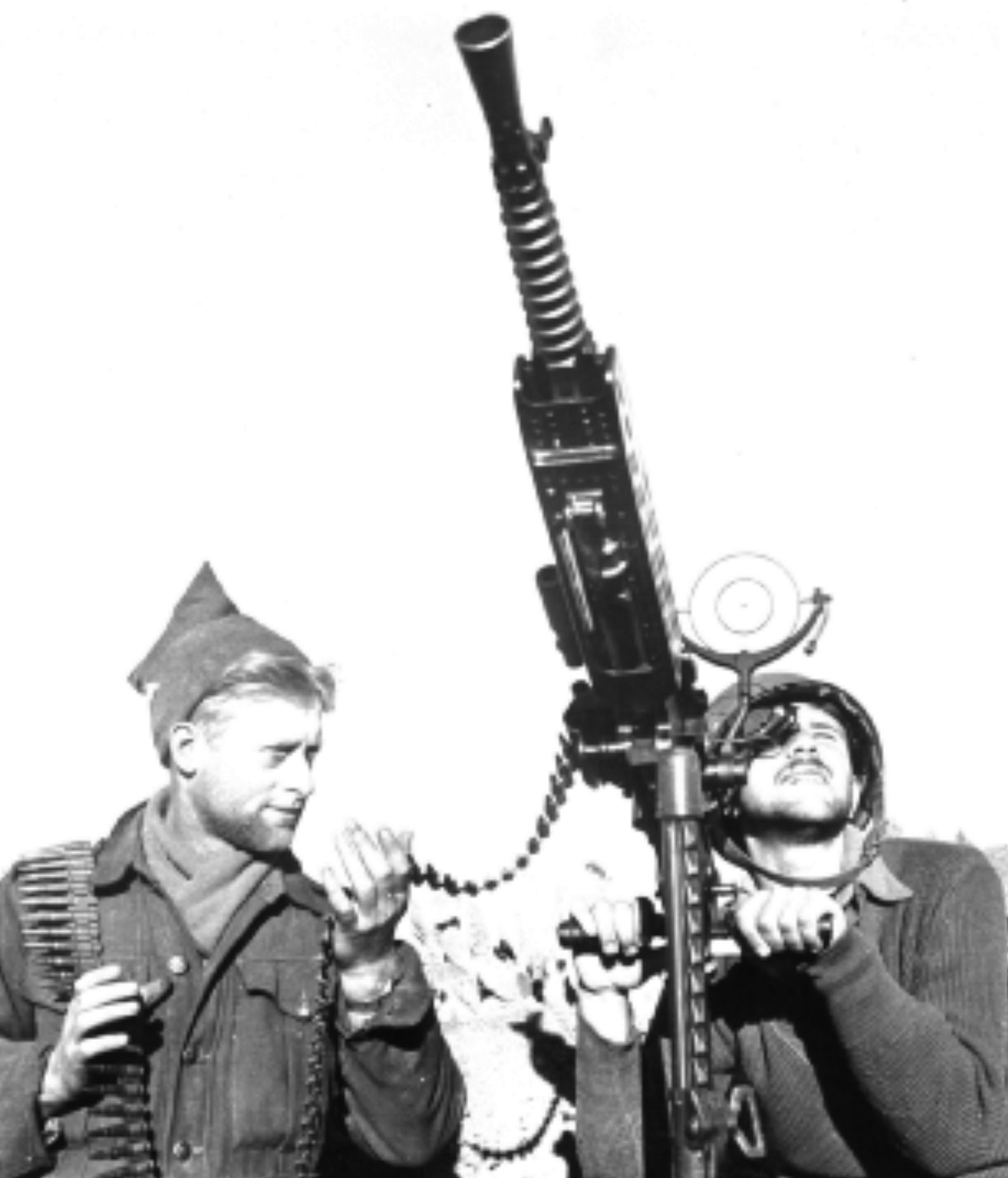
Израильские пулемётчики во время операции «Хорев»

 Операцией руководил Игаль Алон. Были задействованы пять израильских бригад: 8-я бронетанковая бригада под командованием Ицхака Саде, бригада «Негев», бригада «Голани», бригада «Харель» и бригада «Александрони». Их задача состояла в том, чтобы сохранить осаду 4000-тысячной египетской бригады в Аль-Фалудже. У египтян были ещё две бригады в районе Газы и ещё одна бригада через границу около Эль-Ариша.

## Кампания
22 декабря батальон из бригады «Голани» начал нападение на позиции вблизи дороги Газа — Рафах. В ходе подготовки к наступлению израильская армия смогла очистить маршрут через пустыню, минуя оборону египтян у Беэр-Шевы, до дороги на Эль-Ауджа.
27 декабря 1948 года бронетанковая бригада начала наступление на Эль-Ауджу с этого неожиданного для египтян направления. После 24 часов боевых действий египтяне сдались. В результате Алон понял, что на западе от Эль-Ариша нет египетских сил, и был готов захватить весь Синайский полуостров. Бригада «Негев» последовала за танками 8-й бригады по египетской границе в ночь на 28 декабря и двинулась к Эль-Аришу.
29 декабря Совет Безопасности ООН распорядился о прекращении огня.
30 декабря 1948 года израильтяне были на окраине аэродрома Эль-Ариша. В то же время подразделения бригады «Харель» продвинулись дальше на запад на Синай.

## Исход

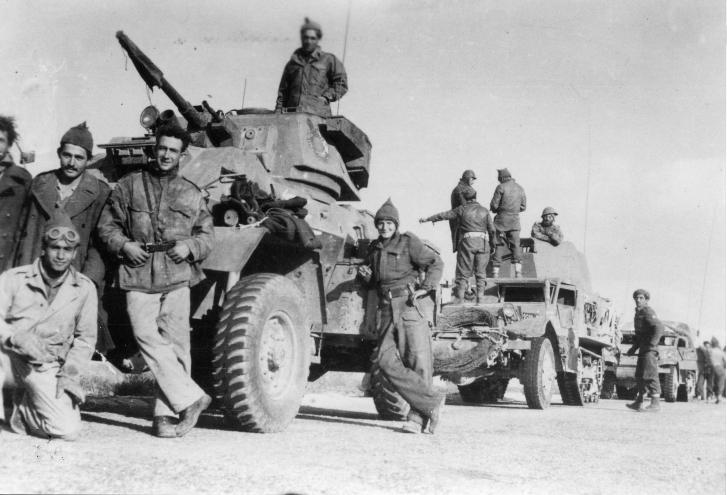
Бригада «Негев» во время операции «Хорев»

Прежде чем он смог завершить свою задачу, Алон получил указание от премьер-министра Израиля Давида Бен-Гуриона немедленно вывести войска из Египта. поскольку британское правительство пригрозило принять непосредственное участие в войне на основании англо-египетского договора 1936 года.
Израильтяне ушли с египетской территории и 3 января они начали атаку на египетскую оборону в Рафахе с той же целью окружить египетскую армию. После трёх дней борьбы вокруг Рафаха, египетское правительство объявило 6 января 1949 года, что готово пойти на переговоры о перемирии. В тот же день израильские военно-воздушные силы сбили пять британских истребителей Spitfire, посланных на патрулирование в этом районе, убив двух пилотов и взяв ещё двух в плен. Британцы направили войска в порт Акаба. Несмотря на протесты со стороны военных, Израиль принял прекращение огня 7 января.
По заключительному соглашению о перемирии была создана демилитаризованная зона в Эль-Ауджа.